# Rübezahl (trampolino)
Rübezahl (nome ufficiale in tedesco: Rübezahl-Sprungschanze) era un trampolino situato a Janské Lázně (già Johannisbad), in Cecoslovacchia.

## Storia
Inaugurato nel 1921, l'impianto ha ospitato le gare di salto con gli sci e di combinata nordica dei Campionati mondiali di sci nordico 1925 e dei Campionati cecoslovacchi di sci nordico 1931. Rinnovato nel 1945 e interamente ricostruito nel 1956 da Karel Jarolímek, ha ospitato un trofeo annuale fino al 1965, quando venne definitivamente chiuso.

## Caratteristiche
All'epoca dei Mondiali il punto K era individuato a 50 m, per cui era un trampolino medio; il primato di distanza, 55 m, è stato stabilito dal cecoslovacco František Wende nel 1927.